# Vittorio Brumotti
Vittorio Brumotti est un animateur de télévision italienne et un champion de vélo trial né à Finale Ligure (Ligurie, Italie) le 14 juin 1980.

## Biographie
Vittorio Brumotti est né à Finale Ligure, puis va vivre à Milan. À onze ans, il commence à faire du vélo trial. 
Il est entré 10 fois dans le livre des records Guinness grâce à des activités sportives incroyables. Le 6 décembre 2008, au Mondial de Bologne, il a sauté 28 barres sur la roue arrière de son vélo et le 17 mai 2009 en Sardaigne, il a plongé à 17 m de profondeur avec son vélo, devant les grottes de Bue Marino à Cala Gonone.  Peu de temps après, il revint en Sardaigne pour un nouveau record: au sommet du pic naturel de Punta Caroddi, à environ 150 m d'altitude, il réalisa 71 sauts seulement sur la roue arrière. 
Son premier record a été présenté à l'émission Lo show dei record présentée par Barbara d'Urso. 
En 2012, Vittorio Brumotti obtient le record du monde Guinness pour avoir gravi le Burj Khalifa, à Dubaï, à vélo, en exactement 2 heures et 20 minutes. La même année, il remporte le prix contre le gaspillage lors de la neuvième édition du Leggio d'oro.
En 2013, suivant les traces de son collègue et ami Martyn Ashton, il a changé de style et a inventé le vélo de route Freestyle, complétant ainsi ses évolutions sur la selle d'un vélo de course normal. 

## Vie privée
Jusqu'en 2011, il travaillait avec la styliste Roberta Armani (la nièce de Giorgio). De 2012 à 2017, il a été lié de manière romantique à la showgirl sarde Giorgia Palmas, avec laquelle il est retourné diriger le Paperissima Sprint à partir du 17 juin 2013. À partir de 2018, il est lié à Annachiara Zoppas.

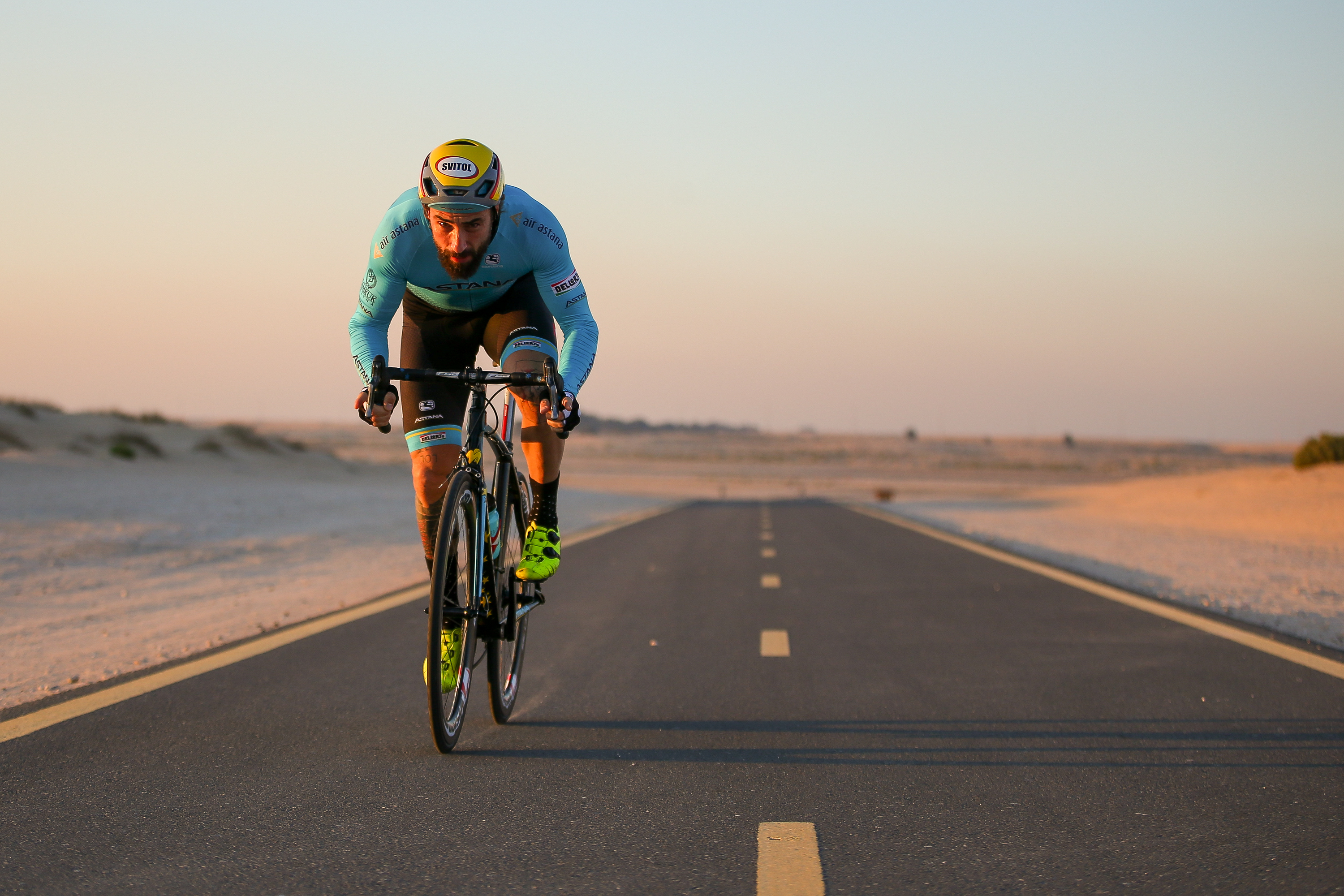
Vittorio Brumotti en 2017.

## Engagement social
En tant que correspondant de Striscia la notizia, Vittorio Brumotti participe activement à la lutte contre le crime en dénonçant ouvertement (à la télévision) diverses actions criminelles.  À certaines occasions, il a été attaqué par des organisations criminelles, par exemple le 2 décembre 2017 quand il a été menacé par une arme et une brique lors d'un service de trafic de drogue dans le quartier de San Basilio à Rome, le 9 janvier 2017 quand il a été attaqué avec son équipe de télévision par des trafiquants de drogue sur la place en face de la gare centrale de Milan, le 20 janvier 2018 quand il a dû être escorté par la police pour être en mesure de sortir indemne du quartier Trajan de Naples ou encore le 25 février 2018 quand les habitants du quartier Zen de Palerme lui ont jeté un lourd bloc de ciment depuis un balcon. 
Vittorio Brumotti fait partie du collectif des Champions de la Paix de Peace and Sport. Ces sportifs de haut niveau sont engagés personnellement en faveur du mouvement de la paix par le sport.

## Télévision
- Lo show dei record ( Channel 5, 2008)
- Striscia la notizia (Channel 5, depuis 2008) : reporter
- Paperissima Sprint (Channel 5, 2009, 2011, 2013-2017)
- Xtreme Kidz ( Disney XD, 2010)
- Colorado ( Italie 1, 2011) : invité

## Vidéographie
- Brumotti Roadbike Freestyle 2 (2015)
- Vittorio Brumotti Grand Canyon États-Unis (2017)
- 100% Brumotti Ride in USA (2009)

## notes
1. ↑  (en) « Reccord du monde de trial », sur www.pinkbike.com, 2010 (consulté en février 2019)
2. ↑  (en) « Le saut le plus haut dans l'eau avec un vélo », sur www.guinnessworldrecords.com (consulté en février 2019)
3. ↑   Record de Vittorio Brumotti pour Punta Caroddi
4. ↑  (it) « Leggo d'Oro » (consulté en février 2019)
5. ↑  (it) « Attaque à Rome » (consulté en février 2019)
6. ↑  (it) « Vittorio Brumotti aggredito in Stazione Centrale a MIlano - Tgcom24 », sur Tgcom24 (consulté le 3 septembre 2020).
7. ↑  Marco Vassallo, « Vittorio Brumotti aggredito a Napoli durante servizio sullo spaccio », Il Giornale,‎ 23 janvier 2018 (lire en ligne , consulté le 3 septembre 2020).
8. ↑  (it) di CLAUDIA BRUNETTO e CLAUDIO REALE, « Palermo, aggressione a una troupe di Striscia la notizia : colpo di fucile contro l'auto allo Zen », sur repubblica.it, la Repubblica, 25 février 2018 (consulté le 27 octobre 2020).